# Berger (orgelbouwers)
De familie Berger was een Brugse dynastie van orgelbouwers.

## Geschiedenis
De familie Berger zorgde voor een hoogtepunt van de laatbarokke orgelkunst in het voormalige bisdom Brugge gedurende de achttiende eeuw.
'Beeldensnijder' Jacob Berger was volgens Pieter Ledoulx afkomstig uit Ieper, als zoon van een Andreas Berger. Hij kwam in Brugge wonen en trouwde er in 1683 met de Brugse Magdalena Petyt. Zijn bekendste werken zijn het doksaal van de Sint-Salvatorskerk en de ensembles van biechtstoelen in de Sint-Annakerk en de Onze-Lieve-Vrouwekerk.
Zijn zoon Jacob Berger (1687-1730) ging in 1702 in de leer bij Lodewijk De Deyster, die hem opleidde als kunstschilder en als orgelbouwer. Hij was ook organist-zangmeester in de Sint-Donaaskathedraal. Er zijn slechts twee orgels van hem bekend:
- het orgel in het klooster van Sarepta in Brugge,
- het ombouwen van het orgel van de Onze-Lieve-Vrouwekerk in Brugge, dat werd overgeplaatst naar de Sint-Petrus-en-Pauluskerk in Oostende.

Andreas Berger (1688-1748) werd als orgelmaker opgeleid zoals zijn broer, in de geest en traditie van de orgelbouwer Jacob Van Eynde. Toen hij 23 was, trouwde hij met Maria Janssens, de dochter van de Brugse orgelbouwer Pieter Janssens. Hij voerde werken uit aan het uit 1624 daterende orgel van de Eekhouteabdij, gebouwd door Nicolaas Helewout.
Waren de vorige Bergers nog bescheiden orgelbouwers, dan werd het anders met Andries-Jacob Berger en zijn zoon Dominique I Berger, die de twee belangrijkste illustraties werden van de Brugse orgelbouw in de 18e eeuw.
Behoorden verder tot de bescheiden beoefenaars van het beroep:
- de broers van Andries-Jacob Berger, Jacob III en Karel Berger.

## Genealogie
- Jacob Berger (ca1660-1701), beeldsnijder
  - Jacob II Berger (1687-1730), kunstschilder en orgelbouwer
  - Andreas Berger (1688-1748), orgelbouwer
    - Andries-Jacob Berger (1712-1774), orgelbouwer
      - Dominique I Berger (1747-1797), orgelbouwer
        - Dominique II Berger (1780-1845), organist en beiaardier
        - Boudewijn Berger (1786-1849), organist
        - Antonius Berger (1788-1810), muzikant in het keizerlijk leger

      - Andries II Berger (1754-1784), glazenier

    - Jacob III Berger (1718-1780), orgelbouwer
    - Karel Berger (1725-1795), orgelbouwer